# TeenStreet
TeenStreet ist ein christlicher internationaler Teenager-Kongress für Jugendliche im Alter von 13 bis 17 Jahren und wird von der Missionsgesellschaft Operation Mobilisation veranstaltet.
Zielgruppe sind Teenager aus christlichen Gemeinden. In Deutschland findet TeenStreet seit 1993 statt, es kommen Teenager aus ganz Europa.
Mittlerweile findet TeenStreet auch eine weltweite Verbreitung. Die Organisation der weiteren TeenStreets findet jeweils vor Ort statt.
Geleitet wird TeenStreet Deutschland von einer internationalen Leitungsgruppe.

## Ziele
Nach dem Selbstverständnis von TeenStreet möchte man „gemeinsam mit Kirchen und Gemeinden christliche Teenager motivieren, eine tiefe Beziehung mit Jesus zu leben und sie unterstützen, diese in ihrer Umgebung auszuleben.“

## Geschichte
TeenStreet wird von der Missionsgesellschaft Operation Mobilisation veranstaltet, findet in Deutschland einmal pro Jahr statt und dauert eine Woche – üblicherweise die letzte Juliwoche. Waren anfangs noch circa 50 Teilnehmer dabei, treffen sich mittlerweile bis zu 4.400 Personen aus der ganzen Welt. Der Kongress findet auf Messegeländen in großen Städten (z. B. Offenburg oder Oldenburg) statt. Inzwischen gibt es weitere TeenStreets in Brasilien, Malaysia, Uruguay, Indien, Australien, Südafrika und im Balkan.

### TeenStreet in Deutschland
- 1993: Offenburg – You can change your world, 56 Teilnehmer[3]
- 1994: Friedrichshafen – Living in an upside down world, 220 Teilnehmer
- 1995: Wolfsburg – Another day in paradise, 381 Teilnehmer
- 1996: Mosbach – Original Copies, 600 Teilnehmer
- 1997: Offenburg – Theater Of Life, 1.100 Teilnehmer
- 1998: Wolfsburg – Dare To Dream, 1.200 Teilnehmer
- 1999: Offenburg – Inside Out Revolution, 1.800 Teilnehmer
- 2000: Mosbach – The Image, 2.100 Teilnehmer
- 2001: Offenburg – Kingdom come, 2.700 Teilnehmer
- 2002: Oldenburg – Secrets Revealed, 2.791 Teilnehmer
- 2003: Offenburg – re:Discovering Jesus, 3.365 Teilnehmer
- 2004: Oldenburg – Driving At The Speed Of Life, 3.510 Teilnehmer
- 2005: Münster – Time Machine, Remember The Future, 3.705 Teilnehmer
- 2006: Offenburg – Metamorphosis, 3.911 Teilnehmer
- 2007: Oldenburg – CONTAGIOUS: Infect Your Sphere!, 3.581 Teilnehmer
- 2008: Oldenburg – Blindsight, 3.403 Teilnehmer
- 2009: Offenburg – Impossible, 3.596 Teilnehmer
- 2010: Oldenburg – XXIII, 3.512 Teilnehmer
- 2011: Offenburg – REAL., 3.665 Teilnehmer
- 2012: Oldenburg – NewSong 40, ca. 3.600 Teilnehmer[4]
- 2013: Offenburg – >>MORE, 4.350 Teilnehmer, davon 2.560 Teenager[5]
- 2014: Münster – OPEN, 4.400 Teilnehmer[6]+*
- 2015: Offenburg – Home 4.277 Teilnehmer
- 2016: Oldenburg – life, 4.310 Teilnehmer
- 2017: Offenburg – unshakeable
- 2018: Oldenburg – closer
- 2019: Offenburg – inspired
- 2020: online aufgrund von COVID-19 – curious?
- 2021: online aufgrund von COVID-19 – NAMED
- 2022: dezentral aufgrund von COVID-19 in ´s-Hertogenbosch (Niederlande) sowie Girona (Spanien) – UNFOLD
- 2023: Offenburg – SEEN

- 2024: Offenburg – DUNAMIS

- 2025: Offenburg – SEVEN

### TeenStreet weltweit
- 2002: TeenStreet Uruguay: TeenStreet
- 2003: TeenStreet Uruguay: Secrets Revealed
- 2004: TeenStreet Uruguay: re:Discovering Jesus
- 2004: TeenStreet Brasilien: re:Discovering Jesus, 180 Teilnehmer
- 2005: TeenStreet Uruguay: Driving at the speed of life
- 2005: TeenStreet Indien: Wild Kingdom
- 2005: TeenStreet Brasilien: Driving At The Speed Of Life, 320 Teilnehmer
- 2005: TeenStreet Malaysia: Seremban – Wild Kingdom
- 2005: TeenStreet Tschechien: Wild Kingdom
- 2006: TeenStreet Indien: Wild Kingdom
- 2006: TeenStreet Brasilien: Cesumar – Time Machine: Remember the Future, 450 Teilnehmer
- 2006: TeenStreet Uruguay – Time Machine: Remember the Future
- 2006: TeenStreet Tschechien: Time Machine
- 2007: TeenStreet Brasilien: Metamorphosis, 680 Teilnehmer
- 2008: TeenStreet Brasilien: CONTAGIOUS: Infect Your Sphere!, 900 Teilnehmer
- 2008: TeenStreet Südafrika: Wild Kingdom
- 2009: TeenStreet Brasilien: Blind, 1.200 Teilnehmer
- 2009: TeenStreet Malaysia
- 2009: TeenStreet Südafrika
- 2010: TeenStreet Brasilien: Impossible, 1.200 Teilnehmer
- 2010: TeenStreet Australien
- 2010: TeenStreet Uruguay: Humans
- 2011: TeenStreet Brasilien: XXIII
- 2012: TeenStreet Uruguay: TS Olympics
- 2012: TeenStreet Brasilien: Newsong40
- 2016: TeenStreet Brasilien: ORIGEM, 18.–24. Januar
- 2018: TeenStreet Brasilien: Summercamp I, 15.–20. Januar, Summercamp II, 23.–28. Januar